# Grusväg

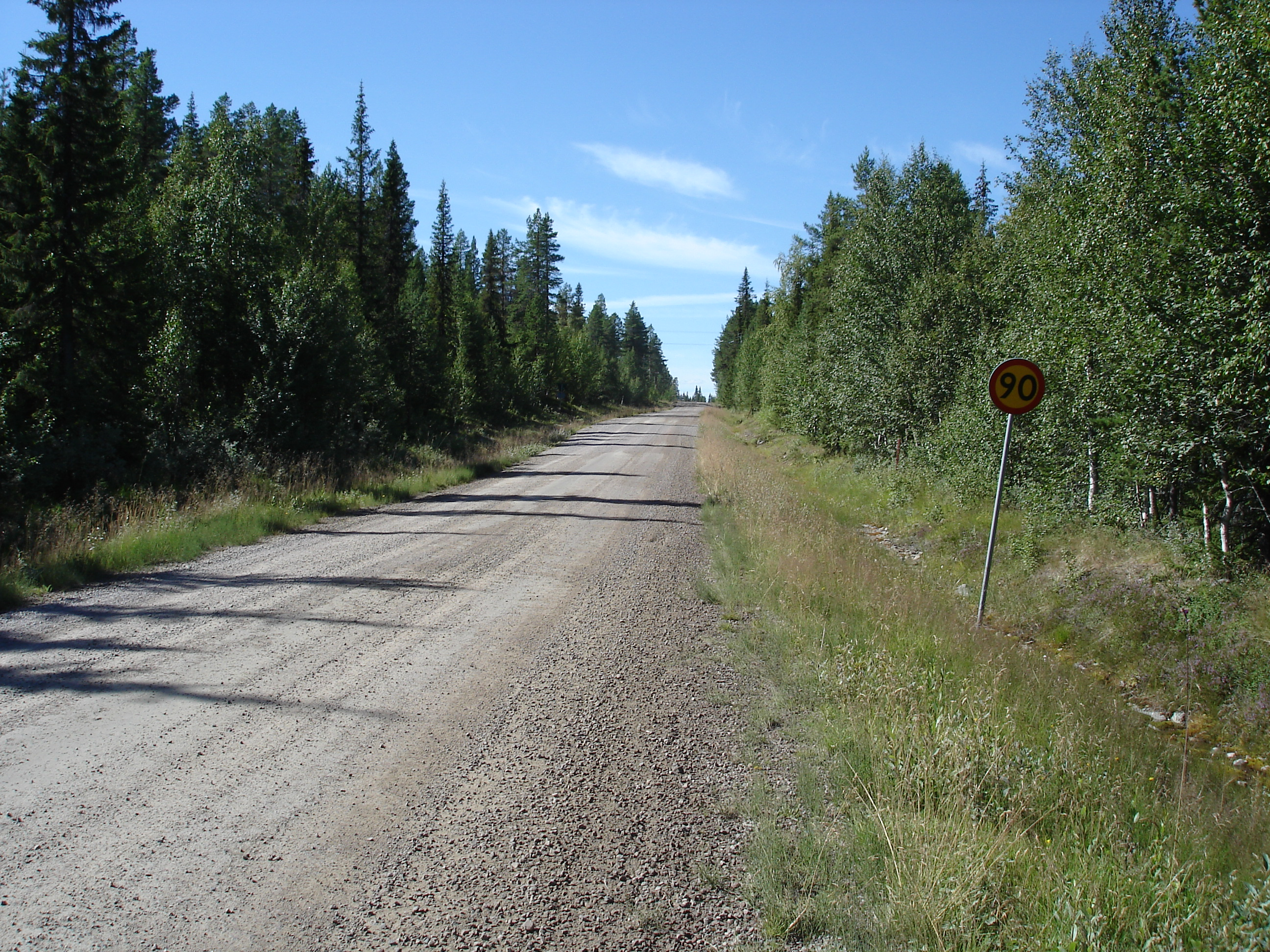
Grusväg i Lappland mellan Sorsele och Arjeplog. Till skillnad från de flesta andra grusvägar i Sverige var denna när bilden togs skyltad 90 km/h.

Grusväg är en väg som saknar asfalt eller annan form av permanent beläggning. Den är istället belagd med grus, vilket vid låg trafikbelastning ger godtagbart väggrepp, bärighet och dränering. 
Underhållet på grusvägar är nästan alltid lågt, i vissa fall minimalt. Det är också större risk för försämrad framkomlighet på dessa vägar, eftersom eventuella skador inte prioriteras lika högt på dessa vägar som på övriga vägar. Vägojämnheter till följd av tjälskador och tvättbrädor är vanliga på grusvägar. Vid riktigt hög trafikbelastning ökar risken för att vägen skall köras sönder, då grusvägar lätt eroderar på grund av att slitytan försvinner genom erosion. Särskilt stor är risken om vägen inte är försedd med diken, då det betyder att allt regnvatten samlas på vägbanan och ökar erosionen. En ojämn grusväg kan göras slät med en väghyvel.

## Förhållanden i Sverige

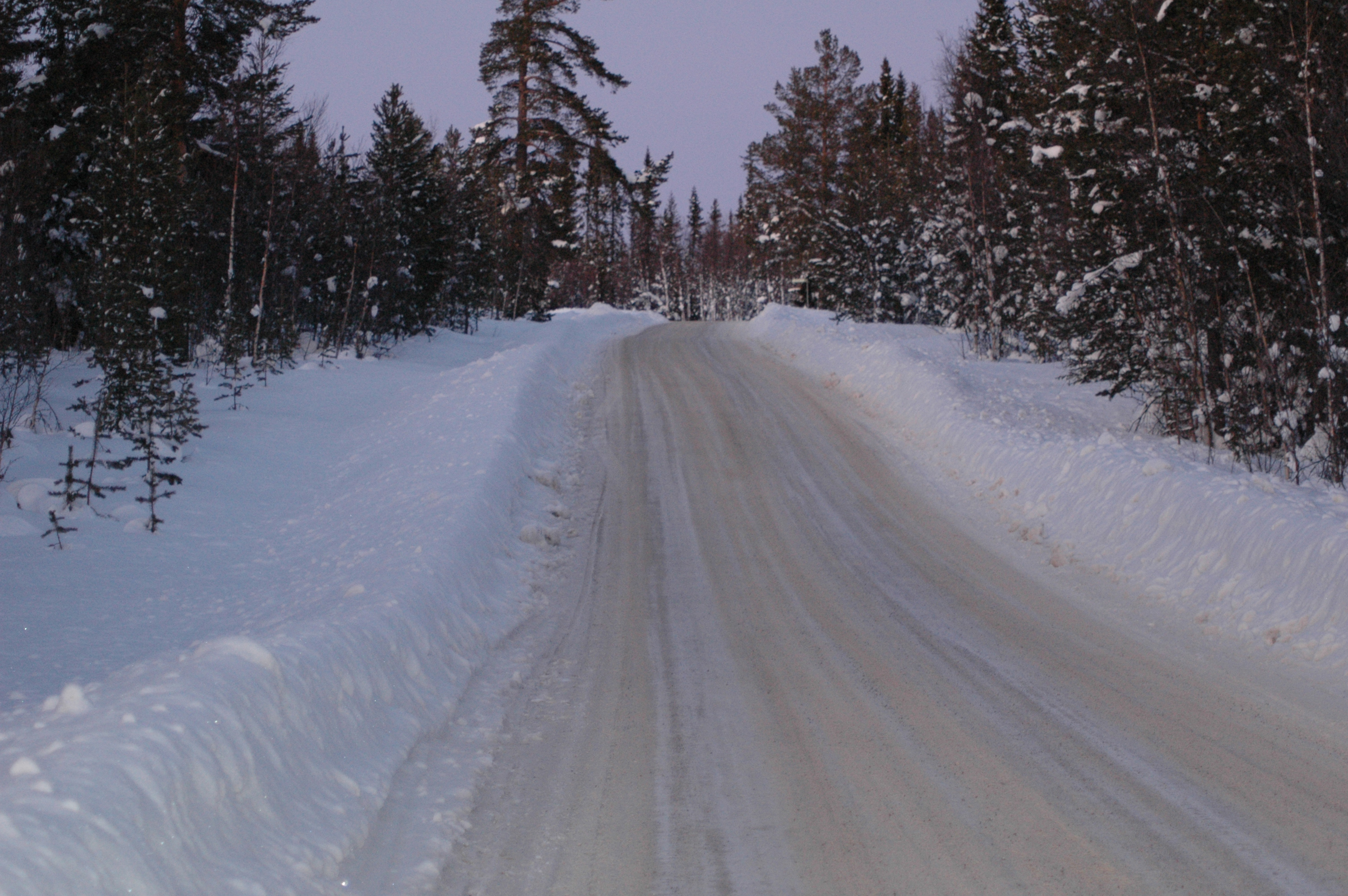
Snöbeklädd grusväg i Lofsdalen

I Sverige är grusvägar ganska vanligt förekommande. Det handlar nästan alltid om mindre vägar där underhållet är lägre prioriterat och där trafikbelastningen är låg, som på enskild väg. Förekomsten av grusvägar varierar mellan olika områden. I Skåne och i Stockholms län är de mindre vanliga och förekommer mestadels på enskild väg. I Småland och i större delen av Norrland är de däremot vanligt förekommande även som allmän väg och utgör en stor del av det totala vägnätet.
Under de senaste decennierna har grusvägarnas andel av det allmänna vägnätet minskat allt stadigare, delvis till följd av regionalpolitiska satsningar som inbegriper asfalteringar, delvis till följd av ökad trafik även på det mindre vägnätet vilket tvingat fram beläggningar. Ett exempel på detta är Gotland, där man under ökat tryck från turisttrafiken under sommarhalvåret, och för att förhindra dammoln som sliter på fordonen, i början av 1990-talet valde att belägga alla allmänna vägar. 
Trafikverket rekommenderar att vägar med mer än 250 ÅDT bör beläggas. Ofta används då en Y1G-beläggning (nära besläktad med oljegrus), vilket är billigare än vanlig asfaltering.
Värt att notera är också att andelen belagd allmän väg först i slutet av 1970-talet översteg andelen obelagd allmän väg, och att samtliga riksvägar var belagda först 1989.

## För- och nackdelar
Helt okontroversiellt är inte en beläggning av grusvägar. För det första är det en kostnadsfråga då startkostnaden är hög och även underhållskostnaderna kan bli högre än tidigare, speciellt på vägavsnitt med låg trafikbelastning. För det andra har det visat sig att många ofta storslagna solitära träd som lever vid sidan av vägarna får minskat näringsintag när det stoft som dammolnen virvlar upp försvinner. För det tredje är det många som upplever att vägens estetiska värde går förlorat. 
Detta ställs ofta mot vad invånarna längs vägen tycker då boende vid en grusväg kan betyda olägenheter såsom dammoln p.g.a. erosionen vilket påverkar hus och uteliv, risken för allergier och hösnuva ökar liksom olika lungsjukdomar och huvudvärk. En annan aspekt är bilistens då grusvägskörning betyder mer färdvibration, skador och ökat slitage på fordonet, lägre hastigheter och minskad sikt p.g.a. dammoln samt svårigheter att möta annan trafik och en sämre upplevd körupplevelse vid körning på kraftigt nedsliten väg med potthål och liknande ytskador. Vägtypen innebär också sämre väggrepp, vilket sänker säkerheten för trafikanter genom t ex längre bromssträcka och risken att förlora kontrollen över fordonet.

## Källhänvisningar
1. ↑  ”Så sköter vi grusvägar”. Trafikverket. 18 mars 2022. https://www.trafikverket.se/resa-och-trafik/underhall/sa-skotervi-vagar/sa-skoter-vi-grusvagar/.